# Hibiscus macrophyllus
Hibiscus macrophyllus là một loài thực vật có hoa trong họ Cẩm quỳ. Loài này được Roxb. ex Hornem. mô tả khoa học đầu tiên năm 1819.